# Paul Brandenburg (Bildhauer)
Paul Brandenburg (* 30. September 1930 in Düsseldorf; † 8. August 2022 in Berlin) war ein deutscher Bildhauer. Er wirkte insbesondere bei der Innen- und Außengestaltung zahlreicher katholischer Sakralbauten mit und schuf für Berlin viele öffentliche Skulpturen.

## Leben

### Herkunft
Paul Brandenburg war der Sohn des Oberlandgerichtsrates Leo Brandenburg und seiner Ehefrau Maria. Da der Vater nach Leipzig berufen wurde, zog die Familie 1937 dorthin um. Seine Mutter war Kunstmalerin und Bildhauerin und hatte berufsbedingte Kontakte mit dem Oratorium des Heiligen Philipp Neri der Liebfrauen-Pfarrei in Leipzig-Lindenau. Von Maria Brandenburg sind nur die Werke bekannt, die sie 1954 für die katholische Kirche Mariä Unbefleckte Empfängnis in Perleberg gestaltete. Sie schuf dabei den Kreuzweg und den Corpus Christi, der auf dem Havelberger Tatzenkreuz nachempfundenen Kreuz beruht und über dem Altar hängt. Von ihrem Sohn Paul stammen der Tabernakel und die Pietà in der gleichen Kirche.

### Ausbildung
1948 legte Paul Brandenburg das Abitur am König-Albert-Gymnasium Leipzig ab. Der Besuch der Kunstakademie in Leipzig wurde ihm aus politischen Gründen verwehrt. Er absolvierte eine Lehre als Steinbildhauer und volontierte in verschiedenen Gewerken. Außerdem erlernte er Holzschnitzerei, Stuckatur, Metalltreiben, Keramik und Töpfern, Intarsien, Mosaiklegen, Bronze- und Betonguss.
1952 siedelte Brandenburg nach West-Berlin um und setzte dort seine handwerkliche Ausbildung fort. 1953 besuchte er die Bildhauerklasse der Meisterschule für das Kunsthandwerk, ab 1955 dann die Bildhauerklasse von Paul Dierkes an der Hochschule für Bildende Künste in Berlin-Charlottenburg, wo er 1958 den Abschluss erlangte.

### Künstlerische Laufbahn
Ab 1958 erhielt Paul Brandenburg erste bildhauerische Aufträge von der katholischen Kirche. Ab 1960/1962 folgten weitere Aufträge von öffentlicher, privater und kirchlicher Seite. Es entstand ein umfangreiches Werk vor allem im Bereich der Kirchengestaltung. Darüber hinaus fertigte er zahlreiche Skulpturen, Denkmale und Brunnenanlagen in Stein und Bronze. Er arbeitete für das Bundesamt für Bauwesen und Raumordnung im In- und Ausland, gestaltete Wände an Schulen, Schwimmhallen und Industriebauten und entwarf Fassadengestaltungen.

### Arbeitsweise
Alle Arbeiten wurden von ihm vom Entwurf bis zur letzten Durcharbeitung eigenhändig ausgeführt. Seine Werke gestaltete er vor allem aus Stein, Bronze, Aluminium, Beton, Holz, Keramik und Mosaiksteinen.
Die Steinmetzarbeiten führte Brandenburg in seinem Atelier bei Würzburg aus. Bronzearbeiten entstanden in seinem niederrheinischen und Modellierungen im Berliner Atelier.

### Privates
Paul Brandenburg war ab März 2022 verwitwet und lebte in Berlin-Frohnau. Aufgrund einer massiven Sehschwäche konnte er im Alter nicht mehr seinem künstlerischen Handwerk nachgehen. Wenige Monate nach dem Tod seiner Frau starb Brandenburg im August 2022 mit 91 Jahren in einem Berliner Hospiz. Seine Ruhestätte befindet sich in der Familiengrabstelle des St.-Hedwig-Friedhofs III in Berlin-Reinickendorf.

## Werke

### Kirchliche Arbeiten (Auswahl)
Brandenburg war bei der Innen- und teilweise auch bei der Außengestaltung von über 140 Kirchen und Kapellen beteiligt und schuf dabei Kreuzwege, Kreuze, Figuren, Portale und vieles mehr. Er gestaltete insbesondere zahlreiche Chorbereiche nach den Vorgaben des Zweiten Vatikanischen Konzils. Nachfolgend eine kleine Auflistung seiner Arbeiten:
- 1954: Tabernakel und Pietà (heute im Vorraum der Kirche) Mariä Unbefleckte Empfängnis in Perleberg.
- 1962–1965: Innenausstattung der Liebfrauenkirche in Marburg.[4]
- 1964/1965: Altar, Taufstein, Hängekreuz, Tabernakel und Kreuzweg der Heilig Kreuz Pfarrkirche in Gögglingen.
- 1966: Altar, Taufbecken, Tabernakel und Hängekreuz in der Kreuzberger St.-Bonifatius-Kirche, die im Zweiten Weltkrieg total ausgebrannt war.[5]
- 1967: im Rahmen der Grundrenovierung für die Propsteikirche St. Nikolaus in Kiel: Taufbecken am Ende des Mittelgangs, Altar, Tabernakelsäule an der östlichen Stirnseite des rechten Seitenschiffs, Ambo und Priestersitz. Die Werke wurden aus Anröchter Stein gefertigt und besitzen einen blockhaften, massiven Charakter.[6]
- 1968: Umbauarbeiten der Kirche St. Alfons in Berlin-Marienfelde; Ambo, Tabernakelstele und Kreuz neu geschaffen.[7]
- 1970: Altar der Kirche Von der Auferstehung Christi in Berlin-Lankwitz[8]
- 1975: Kreuzweg in der St.-Hedwig-Kirche in Stuttgart.[9]
- 1976: Mitwirkung beim Innenumbau des Artländer Doms in Ankum; Gestaltung Altartisch, Tabernakel, Ambo und andere Details wie die Türgriffe.
- 1978: Prinzipalien und Kreuzwegbilder aus Muschelkalkstein und Aluminiumguss für St.-Anna-Kirche des Franziskanerklosters in Dorsten.
- 1980er-Jahre: Altar, das Tabernakel, das Hängekreuz und ein mehrteiliges Bronzerelief an der Rückwand zum Gedenken an Niels Stensen für die Propsteikirche St. Anna in Schwerin.
- 1981: Altar, Tabernakelstele, Ambo, Priestersitze und Taufstein aus Kirchheimer Muschelkalk für die neu erbaute St. Norbert Kirche in Höchberg.
- 1981: Umgestaltung des Altarraums der Kirche Sancta Familia im Frankfurter Stadtteil Ginnheim.
- 1984/1985: Altartisch nebst Ambo aus Aluminiumguss für die St.-Marien-Kirche in Berlin-Karlshorst. Bei der weiteren Ausschmückung der Kirche 1998 fertigte Paul Brandenburg eine Kerzenbank für den Altarraum, einen Osterleuchter und eine Kredenz, wiederum aus Aluminium.
- 1987: Neuer Altarraum der Josefs-Kirche in Egelsbach.[10]
- 1987 fertigte er für die Wallfahrtskirche Maria Frieden in Berlin-Mariendorf den aus weißem, griechischem Marmor bestehenden Altar (der ein zur Schlachtung vorbereitetes Lamm symbolisiert) sowie den Tabernakel und die Seitenflächen des Ambo aus Aluminium. Außerdem schuf Paul Brandenburg das in der Marienkapelle befindliche verglaste Gehäuse, welches das von Otto Dix geschaffene dreiteilige Bild Madonna vor Stacheldraht und Trümmern mit Paulus und Petrus beinhaltet.
- 1987: Altar und Ambo für die Oberkirche von St. Marien in Seligenstadt.[11]
- 1991: Neuer Altarraum für die Kirche St. Peter und Paul in Kronberg im Taunus.[12]
- 1994: Volksaltar für die katholische Pfarrkirche St. Stephanus und St. Anna in Gaubüttelbrunn.
- 2003: Relief Maria und Elisabeth für die Kapelle in der Charité, Campus Benjamin Franklin, Berlin
- 2011: Taufsteindeckel für die Pfarrkirche St. Martinus Haren (Ems), anlässlich des 100. Jahrestags der Kirchweihe

### Skulpturen, Brunnen, Denkmale und Stelen
Für seine Heimatstadt Berlin fertigte Paul Brandenburg zahlreiche Skulpturen, Brunnenanlagen und Gedenksteine bzw. -tafeln, die in öffentlichen Bereichen aufgestellt wurden:
- Gedenkstein für Karl Heinrich, 1962, Standort: Berlin-Spandau an der Nordwestecke der Karl-Heinrich-Brücke, Inschrift: Polizeimajor / Karl Heinrich / Widerstands- / kämpfer / gegen Hitler / 1945 von den / Sowjets / verschleppt / u. in der Haft / umgekommen.[13]
- Unseren Brieftauben, 1963, Standort: Berlin-Spandau, Falkenseer Chaussee Ecke Flankenschanze, Erneuerung des Denkmals für die deutsche Brieftaube mit zehn bronzenen Brieftauben, welches 1939 von Georg Roch mit ursprünglich 25 Tauben gestaltet wurde, jedoch bereits 1942 wieder eingeschmolzen wurde.[14]
- Sonnenlabyrinth, 1970, Standort: Berlin-Reinickendorf in der Grünanlage der Neheimer Straße 4
- Vier-Elemente-Säule, 1971, aus Naturstein/Riedlinger Kalkstein, Standort: Berlin-Reinickendorf in der Neheimer Straße (Wohnanlage)
- Eingangstür, 1972, aus Aluminiumguss, Standort: Berlin-Charlottenburg, Ernst-Reuter-Platz 3–5 (Versicherungsgebäude)
- Olympiastelen, 1972 bis 2004, aus Muschelkalkstein, Standort: Berlin-Westend, auf dem Gelände des Olympiastadions. Für die Olympischen Sommer- und Winterspiele wurde paarweise eine Stele geschaffen, in welche das Logo der Austragungsorte, die Namen der deutschen Olympiasieger (Gold) und bei ausreichendem Platz auch ein Relief einer siegreichen Sportart eingraviert wurde. Seit den Olympischen Spielen 1972 erstellt diese Stelen Paul Brandenburg, der die 2,40 Meter hohen und rund 4 Tonnen schweren und seltenen Steine, die bis zu 10.000 Euro kosten können, auch selbst beschafft und hierfür mitunter monatelang in den Steinbrüchen Europas sucht.[15]
- Verschlungene Form, 1973, aus Muschelkalkstein, Standort: Berlin-Kreuzberg, Wassertorstraße Ecke Bergfriedstraße (Wohnanlage)
- Guter Hirte, 1974, Muschelkalk, 4 Meter hoch, Standort: Berlin-Marienfelde, Maximilian-Kaller-Straße 6
- Steinerne Pflanze, 1975, Muschelkalkstein, Standort: Berlin-Spandau, Heerstraße 445, westlich der Kreuzung mit dem Magistratsweg, Ecke Semmelländerweg (Wohnanlage)
- Pan mit Doppelflöte, 1975, Bronze auf Muschelkalksockel, Standort: Berlin-Tempelhof, Prühsstraße 11 (auf der Grünfläche vor der Wohnsiedlung)
- Gespaltene Kugel, 1976, Standort: Berlin-Reinickendorf, Waldshuter Zeile, Markt
- Terrassenbrunnen, 1978, Standort: Berlin-Schöneberg, Dominicustraße 37–43, Innenhof
- Brunnen, 1979, Standort: Berlin-Reinickendorf, Oranienburger Straße 285, Karl-Bonhoeffer-Nervenklinik
- Pietà, 1980, aus Bronze, Standort: Berlin, Freiheitsweg, Friedhof, in der Kapelle
- Drei-Säulen-Brunnen, 1981, aus Marmor, Standort: Berlin-Gesundbrunnen, Brunnenstraße 64–65
- Gestufte Säule, 1982, aus Bronze, Standort: Berlin-Tempelhof, Prühsstraße 11, Grünanlage mit Blockinnenbereich
- Brunnenskulptur, 1983, aus Naturstein, Standort: Berlin-Tempelhof, Bäumerplan 24, Ecke Wüsthoffstraße vor dem Haupteingang des St.-Joseph-Krankenhauses
- Gedenktafel für Willibald Gebhardt, 2005, Standort: am Sportzentrum Schöneberg in Berlin-Schöneberg, Sachsendamm 11
- Gespaltenes Kreuz, Entstehungszeit unbekannt, Standort: Berlin-Reinickendorf, Fließtal-Friedhof, Feld für Anonymbestattungen
- Tierskulptur Fischreiher, Entstehungszeit unbekannt, Standort: Berlin-Spandau, Strandbad Oberhavel

### Kleinskulpturen
Als Nachbildung der in Berlin-Reinickendorf stehenden Skulptur Gespaltene Kugel schuf Paul Brandenburg 1976 einen 3,7 cm (mit Sockel: 9,5 cm) hohen Bronzeguss. Die Anzahl der gefertigten Exemplare ist nicht bekannt.

### Galerie

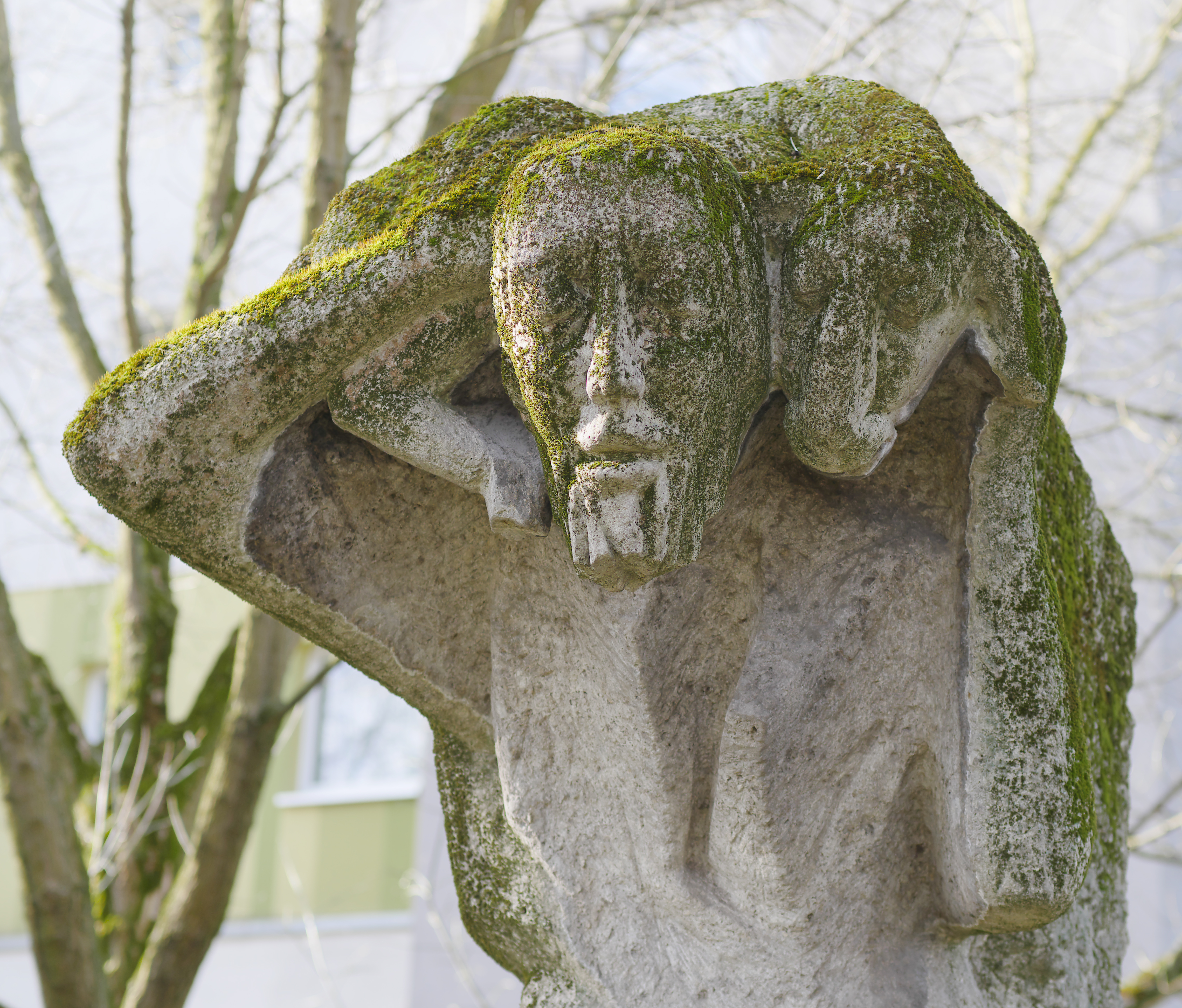
Guter Hirte in der Maximilian-Kaller-Straße 6 in Berlin-Marienfelde, Sockelinschrift: „Siedlung Vom Guten Hirten - erbaut vom Petruswerk 1971–1978“
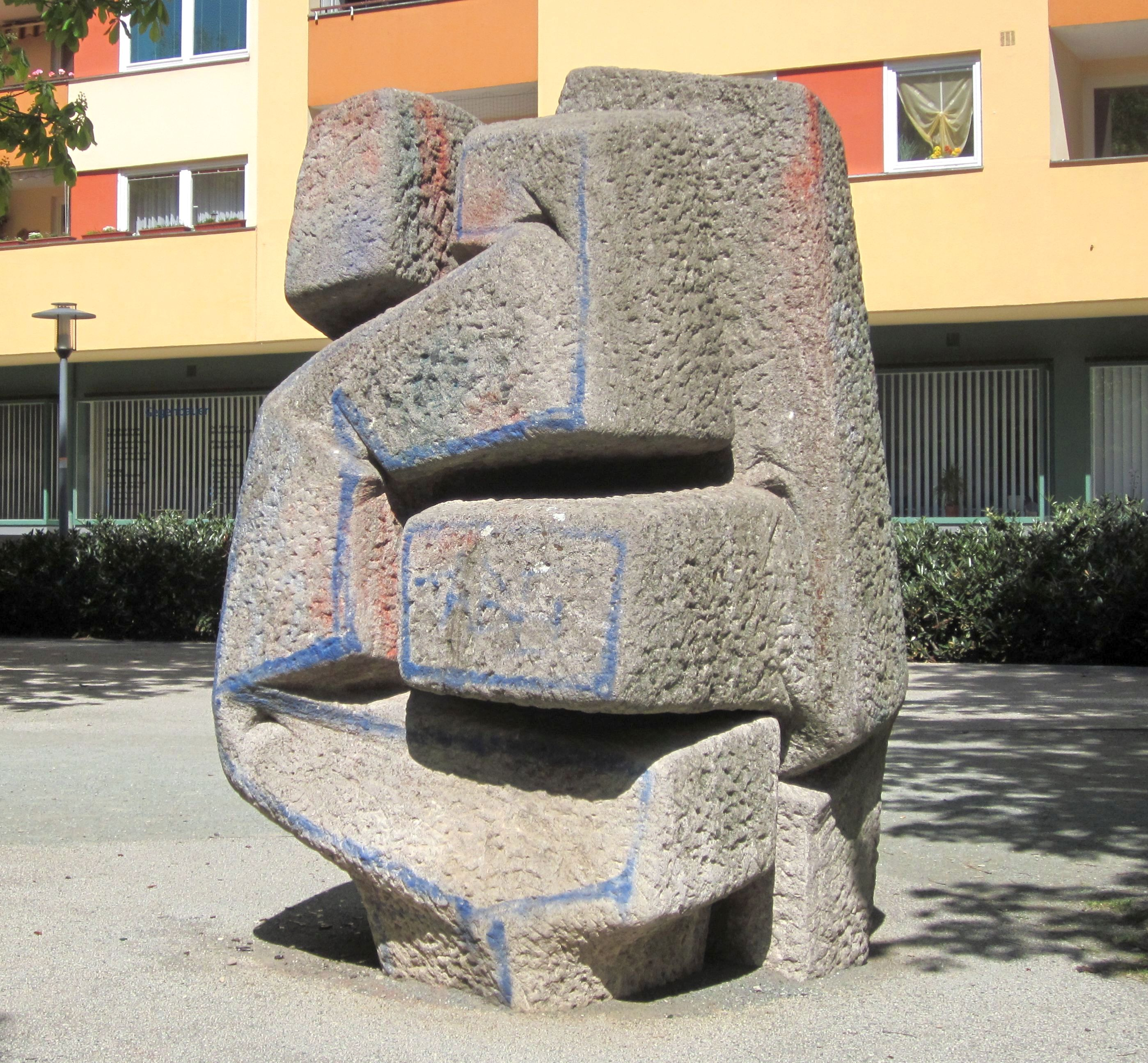
Verschlungene Form (1973) Berlin-Kreuzberg
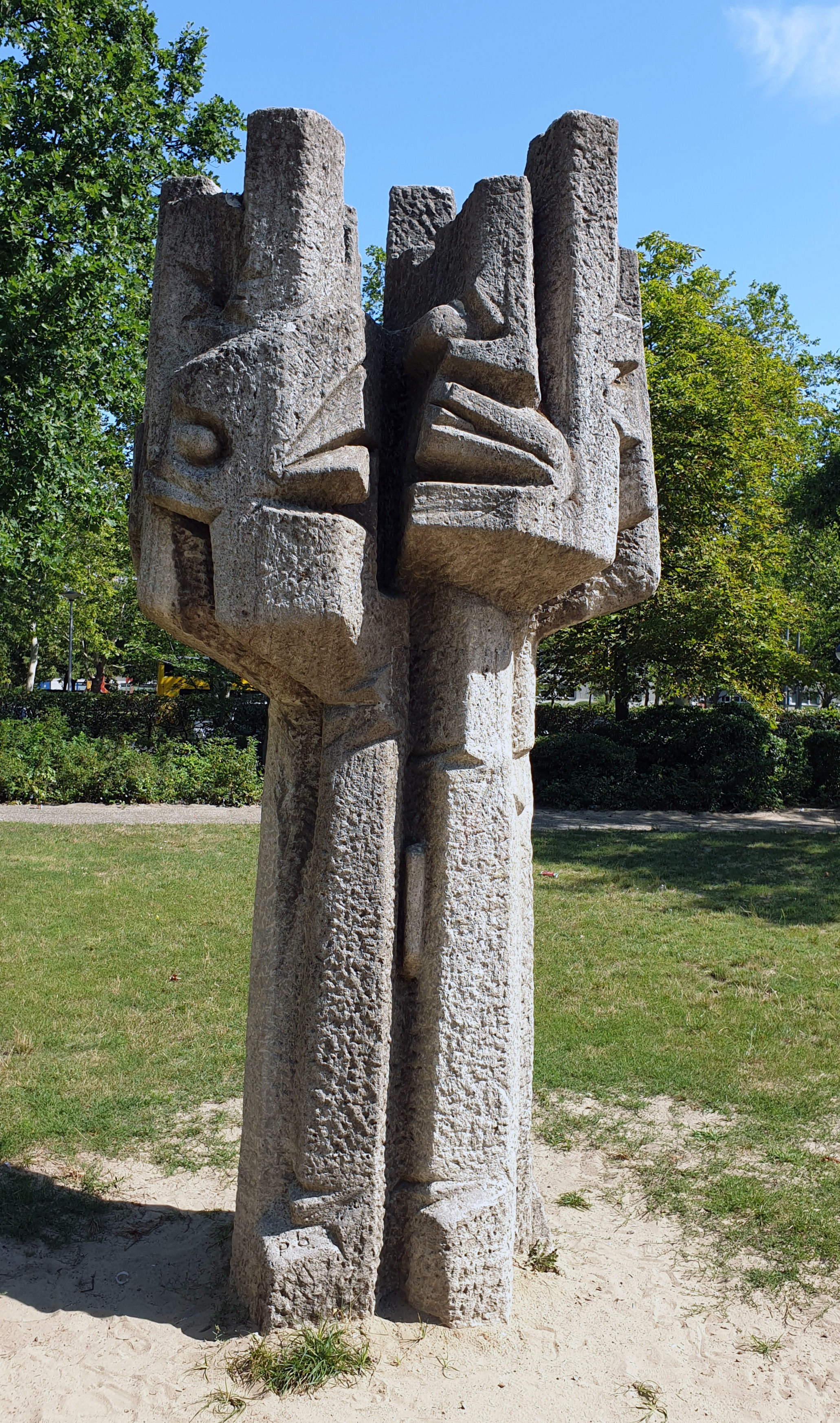
Steinerne Pflanze (1975) Berlin-Staaken
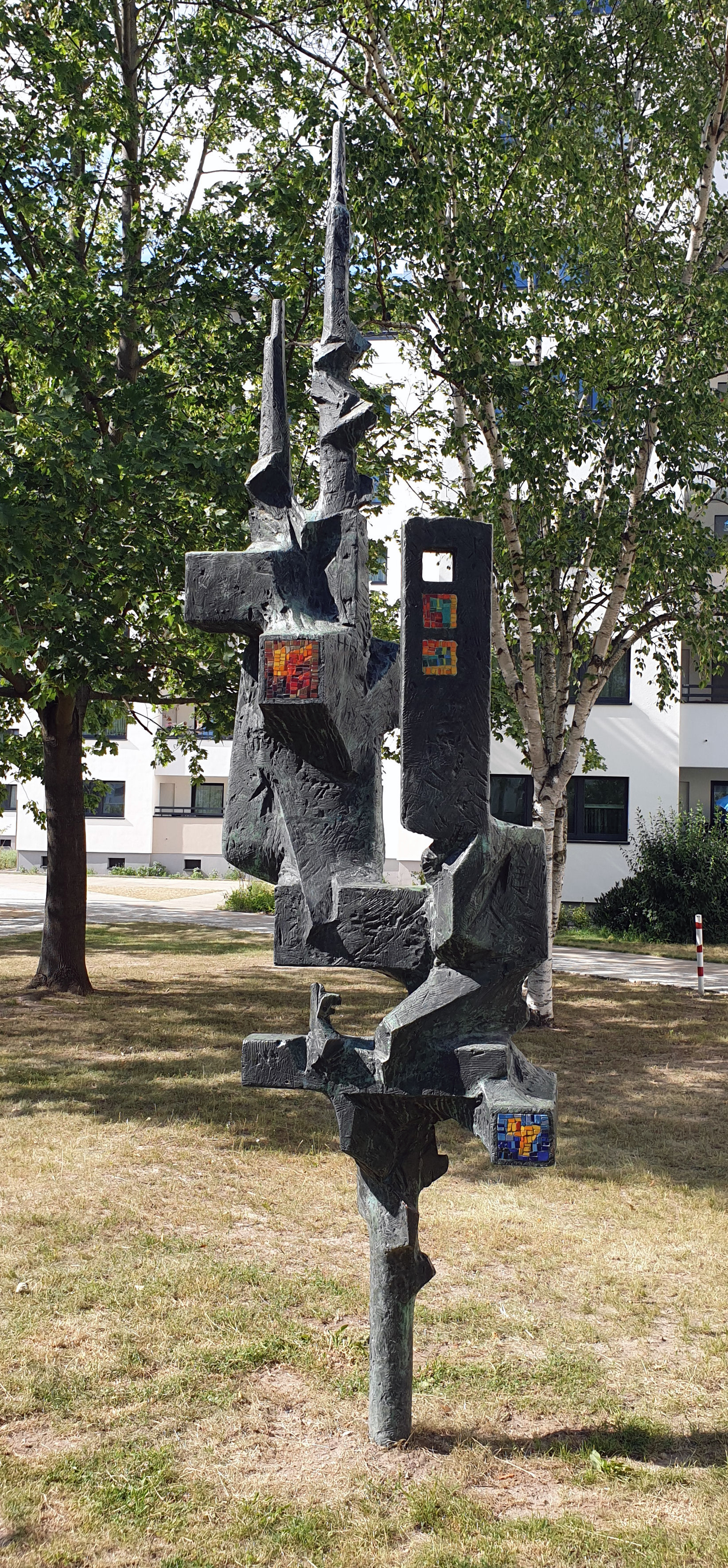
Gestufte Säule (1982) Berlin-Mariendorf
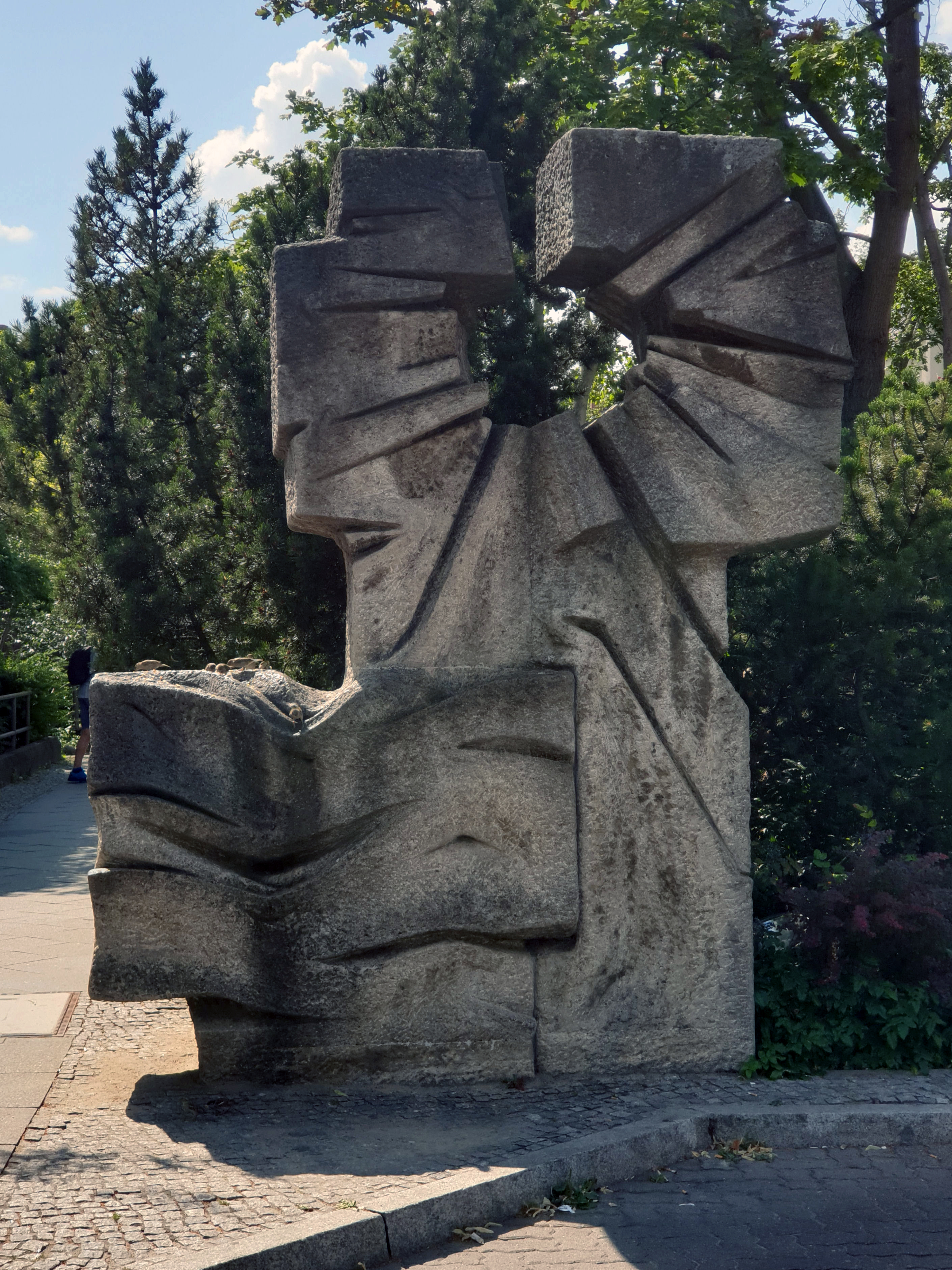
Skulptur (1983) Berlin-Tempelhof